# Humor aquós
L'humor aquós és un líquid clar que flueix per la cambra anterior i la cambra posterior de l'ull.
L'humor aquós és secretat activament en els processos ciliars cap a la cambra posterior, passa per la pupil·la fins a la cambra anterior i abandona l'ull pel canal de Schlemm, situat a l'angle camerular (iridocorneal), el qual està en el limbe esclerocornial. Aquest només està en part en contacte amb l'humor aquós per la xarxa trabecular. Per ella passa l'humor aquós de la cambra anterior al conducte de Schlemm i d'aquest cap a les venes aquoses que el condueixen finalment al sistema venós coroïdal.
La seva producció és constant sent una aportació important de nutrients i oxigen per a la còrnia.
També té la funció de mantenir la seva pressió constant, el que ajuda a conservar la convexitat original de la còrnia. L'augment d'aquesta pressió constitueix el glaucoma.